# The Clash (альбом)
The Clash — дебютний студійний альбом англійського панк-рок гурту The Clash, був випущений 8 квітня 1977 року лейблом CBS Records. Записаний і зведений протягом трьох тижнів у лютому 1977 року за 4000 фунтів стерлінгів, він досяг 12 місця в британських чартах і був включений до багатьох ретроспективних рейтингів як один із найкращих панк-альбомів усіх часів.
Пісні альбому були написані гітаристами Міком Джонсом та Джо Страммером, за винятком кавер-версії реґґі-пісні «Police and Thieves» Джуніора Марвін. Деякі пісні з цих сесій, включаючи: «Janie Jones», «White Riot» і «London's Burning» стали класикою жанру та були одними з перших панк-пісень, які були присутні на високих місцях у чарті.

Альбом не був випущений у США до 1979 року, що зробило його другим випуском колективу у Сполучених Штатах. Версія для США також містила суттєво інший трек-лист, змінивши порядок треків і замінивши кілька пісень на ті, що не входять до альбому.

## Треклист
Автор музики і слів Страммер і Мік Джонс, якщо не вкзано інше. 
| Перша сторона | Перша сторона                                | Перша сторона                 | Перша сторона   | Перша сторона |
| #             | Назва                                        | Автор                         | Головний вокал  | Тривалість    |
| ------------- | -------------------------------------------- | ----------------------------- | --------------- | ------------- |
| 1.            | «Janie Jones»                                |                               |                 | 2:03          |
| 2.            | «Remote Control»                             |                               | Джонс, Страммер | 3:00          |
| 3.            | «I'm So Bored with the USA»                  |                               |                 | 2:25          |
| 4.            | «White Riot»                                 |                               |                 | 1:56          |
| 5.            | «Hate and War»                               |                               | Джонс, Страммер | 2:05          |
| 6.            | «What's My Name (Страммер, Джонс Кіт Лівін)» | Strummer, Jones, Keith Levene |                 | 1:40          |
| 7.            | «Deny»                                       |                               |                 | 3:03          |
| 8.            | «London's Burning»                           |                               |                 | 2:12          |

| Друга сторона | Друга сторона                                 | Друга сторона            | Друга сторона | Друга сторона |
| #             | Назва                                         | Автор                    | Lead vocals   | Тривалість    |
| ------------- | --------------------------------------------- | ------------------------ | ------------- | ------------- |
| 1.            | «Career Opportunities»                        |                          |               | 1:52          |
| 2.            | «Cheat»                                       |                          |               | 2:06          |
| 3.            | «Protex Blue»                                 |                          | Джонс         | 1:42          |
| 4.            | «Police & Thieves (Джуніор Марвін, Лі Перрі)» | Джуніор Марвін, Лі Перрі |               | 6:01          |
| 5.            | «48 Hours»                                    |                          |               | 1:34          |
| 6.            | «Garageland»                                  |                          |               | 3:12          |

## Версія для США 1979 року
У Сполучених Штатах дебютний студійний альбом Clash був випущений через рік після Give 'Em Enough Rope, що зробило його другим релізом у США. CBS в Америці вирішила, що альбом «не підходить для радіо», тому там (до 1979 року) альбом був доступний лише як імпорт. Тим не менш він став найбільш продаваним імпортним альбомом року (було продано більш ніж 100 000 копій альбому).
У липні 1979 року Epic випустили модифіковану версію альбому для ринку США. Ця версія замінила чотири пісні з оригінальної п'ятьма неальбомними синглами та бі-сайдами, деякі з яких були записані та випущені після другого студійного альбому Clash, Give 'Em Enough Rope (1978). Він також використав перезаписану сингл-версію «White Riot», а не оригінальний дубль, представлений у британській версії.
У версії для США були виключені такі треки:
- "Deny"
- "Cheat"
- "Protex Blue"
- "48 Hours"
- "White Riot" (оригінальна версія)

Додано такі треки:
- «Clash City Rockers» — спочатку випущений як сингл (на стороні A) у Великобританії в лютому 1978 року
- "Complete Control" – спочатку випущений як сингл (на стороні A) у Великобританії у вересні 1977 року
- «White Riot» (перезаписана версія) – спочатку випущений як сингл (на стороні A) у Великій Британії в березні 1977 року
- "(White Man) In Hammersmith Palais" – спочатку випущений як сингл (на стороні A) у Великій Британії в червні 1978 року
- «I Fought the Law» — спочатку випущений як трек на міні-альбомі Clash The Cost of Living у Великій Британії у травні 1979 року.
- "Jail Guitar Doors" – спочатку випущений як B-side до "Clash City Rockers" у Великій Британії в лютому 1978 року

### Треклист
Автор музики і слів Страммер і Джонс, якщо не вказано інше. 
| Перша сторона | Перша сторона                       | Перша сторона | Перша сторона   | Перша сторона |
| #             | Назва                               | Автор         | Головний вокал  | Тривалість    |
| ------------- | ----------------------------------- | ------------- | --------------- | ------------- |
| 1.            | «Clash City Rockers»                |               | Страммер        | 3:56          |
| 2.            | «I'm So Bored with the USA»         |               | Страммер        | 2:25          |
| 3.            | «Remote Control»                    |               | Джонс, Страммер | 3:00          |
| 4.            | «Complete Control»                  |               | Страммер        | 3:14          |
| 5.            | «White Riot»                        |               | Страммер        | 1:59          |
| 6.            | «(White Man) In Hammersmith Palais» |               | Страммер        | 3:59          |
| 7.            | «London's Burning»                  |               | Страммер        | 2:12          |
| 8.            | «I Fought the Law (Сонні Кертіс)»   | Sonny Curtis  | Страммер        | 2:41          |

| Друга сторона | Друга сторона                             | Друга сторона           | Друга сторона   | Друга сторона |
| #             | Назва                                     | Автор                   | Головний вокал  | Тривалість    |
| ------------- | ----------------------------------------- | ----------------------- | --------------- | ------------- |
| 1.            | «Janie Jones»                             |                         | Страммер        | 2:03          |
| 2.            | «Career Opportunities»                    |                         | Страммер        | 1:52          |
| 3.            | «What's My Name (Страммер, Джонс, Лівін)» | Strummer, Jones, Levene | Страммер        | 1:40          |
| 4.            | «Hate & War»                              |                         | Джонс, Страммер | 2:05          |
| 5.            | «Police & Thieves (Марвін, Перрі)»        | Murvin, Perry           | Страммер        | 6:01          |
| 6.            | «Jail Guitar Doors»                       |                         | Джонс           | 3:05          |
| 7.            | «Garageland»                              |                         | Страммер        | 3:12          |

## Учасники запису
- Джо Страммер — провідний та бек-вокал, ритм-гітара, соло-гітара у «48 Hours», фортепіано та продюсування американської версії
- Мік Джонс − соло-гітара, бек-вокал, продюсування американської версії
- Пол Саймонон − бас-гітара, продюсування американської версії
- Террі Чаймс (зазначений як "Торі Краймс") – ударні, продюсування британської версії
- Топпер Гідон — ударні на 1, 4, 6 і 8, продюсування американської версії

### Продюсування
- Міккі Фут - продюсування, звукоінженерія американської версії

- Саймон Гамфрі − звукоінженерія
- Кейт Саймон − обкладинка
- Рокко Маколі − фото на задній обкладинці
- Лі «Скретч» Перрі – продюсування американської версії
- Сенді Перлман – продюсування американської версії
- Білл Прайс – продюсування американської версії

## Чарти
| Chart (1977)                              | Peak Position |
| ----------------------------------------- | ------------- |
| Швеція Swedish Albums (Sverigetopplistan) | 42            |
| Велика Британія UK Albums (OCC)           | 12            |

| Chart (1979)      | Peak Position |
| ----------------- | ------------- |
| США Billboard 200 | 126           |

## Сертифікати
| Регіон                                             | Сертифікація | Продажі  |
| -------------------------------------------------- | ------------ | -------- |
| Велика Британія (BPI)                              | Золотий      | 100 000^ |
| США (RIAA)                                         | Золотий      | 500 000^ |
| ^відвантаження, що базуються лише на сертифікаціях |              |          |